# 高梨政頼
高梨 政頼（たかなし まさより）は、戦国時代の武将。上杉謙信（長尾景虎）に与して武田信玄と戦った。

## 略歴
高梨氏は信濃国中野を拠点とする国人。
高梨澄頼の子として誕生。母は長尾能景の娘ともいう。全盛期を築いた祖父・高梨政盛の死後、高梨氏は信濃村上氏の攻勢や近隣の長沼島津氏や井上氏・須田氏ら上杉定実派との対立により一時逼塞状態に陥っていた。政頼も大永4年（1524年）に一時領国を追われる経験もしている。後に越後国の長尾為景の援助を受けたこともあり、上杉派の豪族と和解あるいは敵対勢力を滅ぼすことに成功していった。享禄3年（1530年）、為景に従い越後三分一原に出陣し上条上杉氏の反乱を破った。
天文6年（1537年）2月17日、従四位下に叙される。天文13年（1544年）7月22日には、禁裏御所修理費用献進の功に依り、従四位上に叙される。
甲斐武田氏の信濃侵攻に対しては、村上氏と和睦連合して2度まで撃退した。村上氏が配下の屋代氏らに離反されて敗れた後も、高梨氏は他の北信濃国衆と共に武田氏に抵抗を続けた。しかし弘治3年（1557年）2月に水内郡葛山城を落とした武田軍は、高梨氏の本拠地中野・高梨氏館に迫る状況となる。同年4月には長尾景虎（のち上杉政虎）が北信に出兵するが、中野北部の志久見郷の市河氏など武田方に帰属する国衆も出現し、高梨氏は挟撃の危機を迎える（第三次川中島の戦い）。
第四次川中島の戦いに先立つ永禄2年（1559年）3月、武田方の海津城代・春日虎綱（高坂昌信）の攻撃により高梨氏館(中野城)は陥落。根拠地を追われた政頼は飯山城にまで後退を余儀なくされた。高梨氏は独立の国人領主としての力を次第に失い、長尾家（翌年には上杉に改姓）への依存度を強めることになる。永禄4年（1561年）に上杉政虎が後北条領国へ侵攻した関東侵攻に際しては飯山城に残っていたと思われ、同年9月の第四次川中島の戦いに参陣して子の高梨秀政・高梨頼親らと共に活躍するが、旧領復活は成らなかった。
晩年については良くわかっておらず、第四次川中島の戦い以前に没していたとする説もある。真田信繁の家臣・高梨内記を高梨政頼の子、もしくは子孫とする説があるが信憑性は不明。

## 関連作品
- 『天と地と』（1969年NHK大河ドラマ、演：清水元）
- 『風林火山』（2007年NHK大河ドラマ、演：大鷹明良）